# 岡山市ジュニアオーケストラ
岡山市ジュニアオーケストラ（おかやましジュニアオーケストラ）は、岡山市にある公立のジュニアオーケストラ。1965年1月、全国初の地方自治体直属の青少年オーケストラとして、団員165名、指導員10名で発足。日本で一番歴史の深い由緒あるジュニアオーケストラである。ユニフォームは白いブレザーが用いられている。

## 団員
原則小学校3～4年生から高等学校3年生までが所属する。入団するには2～3倍程度の入団試験をパスする必要があり、毎回の合格者は15～20人程度にとどまる。現在団員約90名。ハープ奏者も在籍している。

## 活動内容
- 毎週、岡山市立岡山中央小学校にて練習を行っている。
- 岡山シンフォニーホールや岡山市民会館にて、毎年春にスプリングコンサート、夏に定期演奏会を開催しているほか、アンサンブル演奏会も実施している。

## 過去の主な活動歴と受賞
- 1970年8月　万博博覧会出演。
- 1976年11月　岡山県教育委員会功労賞受賞。
- 1980年1月　山陽新聞奨励賞受賞。
- 1996年6月　カリフォルニアユースシンフォニーとのジョイントコンサート開催。
- 1997年8月　ジュニアオーケストラフェスティバル'97 in okayama出演。
- 2000年3月　サンノゼ・ユース・シンフォニーとサンノゼにてジョイントコンサート開催。
- 2004年8月　全国ジュニアオーケストラフェスティバルin浜松出演。
- 2007年8月　全国ジュニアオーケストラフェスティバルin新潟出演。第19回全国生涯学習フェスティバル「まなびピア岡山2007」出演。またアメリカ合衆国サンノゼへ使節団として訪問し、現地のユースオーケストラとの合同演奏を開催。
- 2008年7月　岡山シンフォニーホールにてカリフォルニアユースオーケストラとの合同演奏会開催。
- 2010年3月　45周年記念演奏会として、OBである小六禮次郎作曲の「祝典カンタータ 宇宙に浮かぶ、奇蹟の惑星」を岡山シンフォニーホールで初演。
- 2013年8月　ジュニアオーケストラ・フェスティバル 2013 in NIIGATA 出演。
- 2017年8月　岡山市・サンノゼ市姉妹都市締結６０周年記念    岡山市ジュニアオーケストラ サンノゼ・ユース・シンフォニー ジョイントコンサート をサンノゼにて開催。